# Президентские выборы в Латвии (2015)
Президентские выборы 2015 года в Латвии состоялись 3 июня. Действующий президент Андрис Берзиньш не стал выдвигаться на второй срок. В Сейме, избирающем президента, 100 депутатов, но полномочия одного из них приостановлены.

## Первый тур
| Кандидат                     | Голоса |
| ---------------------------- | ------ |
| Раймондс Вейонис (ЛЗП)       | 34     |
| Эгилс Левитс                 | 24     |
| Сергей Долгополов (Согласие) | 23     |
| Мартиньш Бондарс (ЛРО)       | 7      |
| Против всех                  | 6      |
| Недействительные бюллетени   | 5      |
| Всего                        | 99     |

## Второй тур
| Кандидат                   | Голоса |
| -------------------------- | ------ |
| Раймондс Вейонис           | 34     |
| Эгилс Левитс               | 25     |
| Сергей Долгополов          | 24     |
| Мартиньш Бондарс           | 7      |
| Против всех                | 6      |
| Недействительные бюллетени | 3      |
| Всего                      | 99     |

## Третий тур
| Кандидат                   | Голоса |
| -------------------------- | ------ |
| Раймондс Вейонис           | 35     |
| Эгилс Левитс               | 26     |
| Сергей Долгополов          | 23     |
| Против всех                | 12     |
| Недействительные бюллетени | 2      |
| Всего                      | 98     |

## Четвёртый тур
| Кандидат                   | Голоса |
| -------------------------- | ------ |
| Раймондс Вейонис           | 46     |
| Эгилс Левитс               | 26     |
| Против всех                | 26     |
| Недействительные бюллетени | 1      |
| Всего                      | 99     |

## Пятый тур
| Кандидат                   | Голоса |
| -------------------------- | ------ |
| Раймондс Вейонис           | 55     |
| Против всех                | 42     |
| Недействительные бюллетени | 1      |
| Всего                      | 98     |